# Fraseologia
La fraseologia és, en lingüística, l'estudi de les expressions lexicalitzades, com ara les expressions idiomàtiques, les locucions i unes altres unitats lèxiques compostes per diversos mots (sovint dits frasemes), en les quals les parts que componen l'expressió prenen un significat que no es pot explicar per la sola suma dels seus significats quan han s'utilitzen separadament.
La fraseologia com a domini d'activitat consisteix principalment en una feina de classificació i el seu punt de referència principal és el qualificatiu "fixat". A partir de l'observació d'una locució que apareix com a "fixada" es comprova l'existència d'un sotaconjunt semàntic que caracteritza la conjunció d'un domini conceptual amb un sotaconjunt sociològic, o lingüístic, o simplement un àmbit d'irregularitats gramaticals o fins i tot de lògica al si mateix d'un llenguatge regular comú.
La fraseologia és, el més freqüentment, el terme utilitzat per a caracteritzar i definir els sotaconjunts identificats com a tractant d'un tema donat, al si d'un llenguatge en particular. Es pot parlar d'expressions fraseològiques i Vicent Salvador parla d'unitats fraseològiques.
La fraseologia és sentida pels membres d'una comunitat com l'encarnadura de la llengua, com un senyal d'identitat cultura col·lectiva d'una comunitat lingüística. La representativitat cultural de la fraseologia respon al seu caràcter convencional, configura una manera de parlar resistent sovint a la traducció i a l'adquisició per part dels parlants d'altres llengües. I precisament les expressions fraseològiques són les més rebeques a la sistematització dels gramàtics.
També la fraseologia és com petja d'un procés històric de la llengua, tal com ho fan també els topònims, i pot ser vista, en molts casos, com una fase de processos de gramaticalització en curs. Al mateix temps palesa una tendència a la immobilització formal, a la irregularitat arcaïtzant i a la intraduïbilitat.